# Engaged to a Psycho
Sát nhân trong căn biệt thự (tiếng Anh: Murder at the mansion) là một phim tâm lý tội phạm do Sam Irvin đạo diễn, phát hành ngày 13 tháng 11 năm 2018 tại Bắc Mỹ.

## Nội dung
Một phụ nữ mới cưới bị gia đình hôn phu ngờ vực cô sắp đặt vụ ám hại chồng tại biệt thự hẻo lánh cách thành phố 15 dặm. Tuy nhiên, tình tiết sáng tỏ dần qua mỗi bước đi của một nhân vật bí ẩn chỉ xuất hiện cuối phim.

## Chế tác
- Âm nhạc: Bobby Rose
- Tuyển lựa: Anthony Del Negro
- Mĩ thuật: Steven Hudosh
- Bối cảnh: Rebecca Contreras
- Hóa trang: Bethany Hood, Trevor Thompson
- Hiệu ứng: Matthew Wauhkonen

## Diễn viên
- Audrey Landers... Ivy
- Anna Hutchison... Deanna
- Melissa Bolona... Ruby
- Madison McKinley... Sienna
- Jason-Shane Scott... Karl
- Kim Shaw... Jenny
- James McCaffrey... Jimmy
- Sean O'Bryan... Chandler
- Gabriel Sloye... Sebastian
- Katie McCarty... Rosemary
- Lanie McAuley... Nicole
- Jennifer Field... Valentina
- Sarah Cleveland... Vivica
- Nicholas David King... Nick Chauffeur
- Owsley Robinson... Owsley
- Benjamin Worth Bingham Miller... Thám tử
- Nick King... Nick Chauffeur (nhỏ)
- Victoria Winn... Kylie
- Sophie Miller... Ruby (nhỏ)